# Argus As III

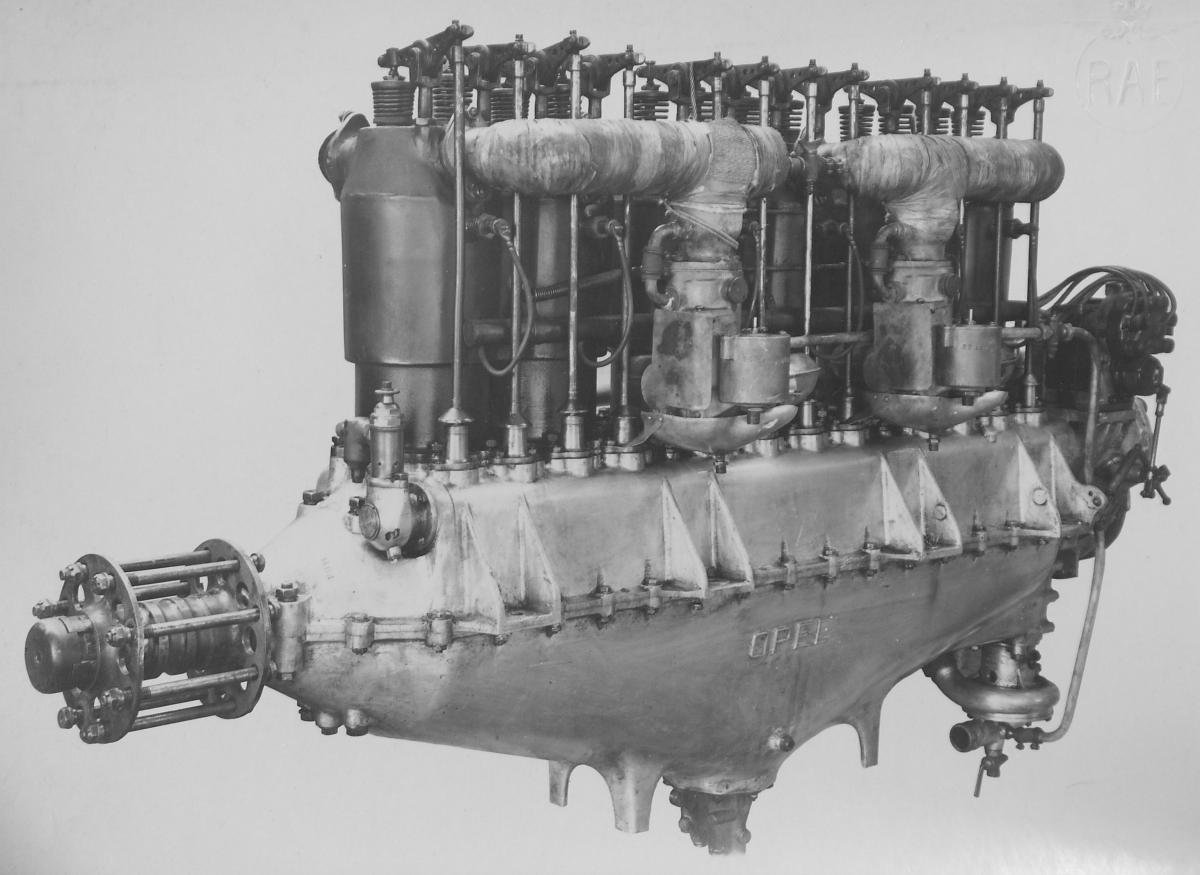
Argus As III, Lizenz Opel

Der Argus As III ist ein deutscher Flugmotor, der in großem Umfang in Militärflugzeugen des Ersten Weltkriegs zum Einsatz kam.

## Entwicklung
Der As III erschien Ende 1915 als vergrößerte und leistungsgesteigerte Weiterentwicklung des As II von 1914 mit Gleit- statt Kugellagern und siebenfach gelagerter Kurbelwelle. Schwierigkeiten mit letzterer verzögerten Musterprüfung mit 60-Stunden-Lauf bis zum Januar 1916. Trotz der Vorbehalte vergab das Kriegsministerium wegen des dringenden Bedarfs an Motoren Fertigungslizenzen an Deutz, Güldner, MAN, Opel, Stoewer und die Seebacher Maschinenbau AG. Im Einsatz traten denn auch immer wieder Probleme an Kolben und Auslassventilen sowie Überhitzungsschäden auf. Diese führte so weit, dass die mit dem As III ausgerüsteten Typen, in der Regel C-Flugzeuge (Aufklärer), teilweise nur stark eingeschränkt eingesetzt werden konnten. Die bei der Konstruktion angestrebte Nennleistung von 200 PS konnte nie erreicht werden. Ab 1917 wurden Kolben aus Aluminium eingebaut, die sich bewährten und eine gewisse Verbesserung brachten. Trotz der Schwierigkeiten war der As III mit etwa 2200 produzierten Exemplaren einer der meisteingesetzten deutschen Flugmotoren des Ersten Weltkrieges.
Ab 1917 wurde an einem modifizierten, als As IIIa bezeichneten Nachfolger als überverdichteter Höhenmotor mit verbessertem Aufbau gearbeitet; er erhielt eine obenliegende Nockenwelle mit Königswellenantrieb und Einzelzylinder aus Stahl mit je zwei Ein- und Auslassventilen. Die im November 1918 durchgeführte Bauartenprüfung ergab 215 PS (158 kW) bei 1475/min. Eine Serienproduktion wurde nicht mehr aufgenommen.

## Aufbau
Der As III ist ein wassergekühlter Sechszylinder-Viertakt-Reihenmotor mit Umlaufschmierung, Ölrücklaufpumpe und durch Kipphebel angesteuerte Ventile. Die Gleitlager bestehen ais Weißmetall. Versuchsweise wurde auch ein Zenith-Höhenvergaser getestet.

## Verwendung
- Albatros C I
- Aviatik C V
- Hannover CL II, CL IIIa
- Roland D IIa
- Roland D III
- Rumpler C Ia
- SWS C-1

## Technische Daten
| Kenngröße             | Daten (As III)                                     | Daten (As IIIa)                                    |
| --------------------- | -------------------------------------------------- | -------------------------------------------------- |
| Hersteller            | Argus Motoren Gesellschaft m. b. H.                | Argus Motoren Gesellschaft m. b. H.                |
| Entwicklungsland      | Deutsches Reich                                    | Deutsches Reich                                    |
| Entwicklungsjahr      | 1915                                               | 1918                                               |
| Bauform               | wassergekühlter Sechszylinder-Viertakt-Reihenmotor | wassergekühlter Sechszylinder-Viertakt-Reihenmotor |
| Bohrung               | 145 mm                                             | 148 mm*                                            |
| Hub                   | 160 mm                                             | 165 mm*                                            |
| Hubraum               | 15,85 l                                            | 17 l*                                              |
| Masse                 | 290 kg                                             | 330 kg                                             |
| effektive Leistung    | 180 PS (132 kW) am Boden                           | 215 PS (158 kW) am Boden                           |
| Nennleistung am Boden | 180 PS (132 kW) bei 1400/min                       | 150 PS (110 kW) bei 1420/min                       |
| Kraftstoffverbrauch   | 230 g/PSh                                          | 225 g/PSh                                          |
| Schmierstoffverbrauch | 20 g/PSh                                           | 8 g/PSh                                            |

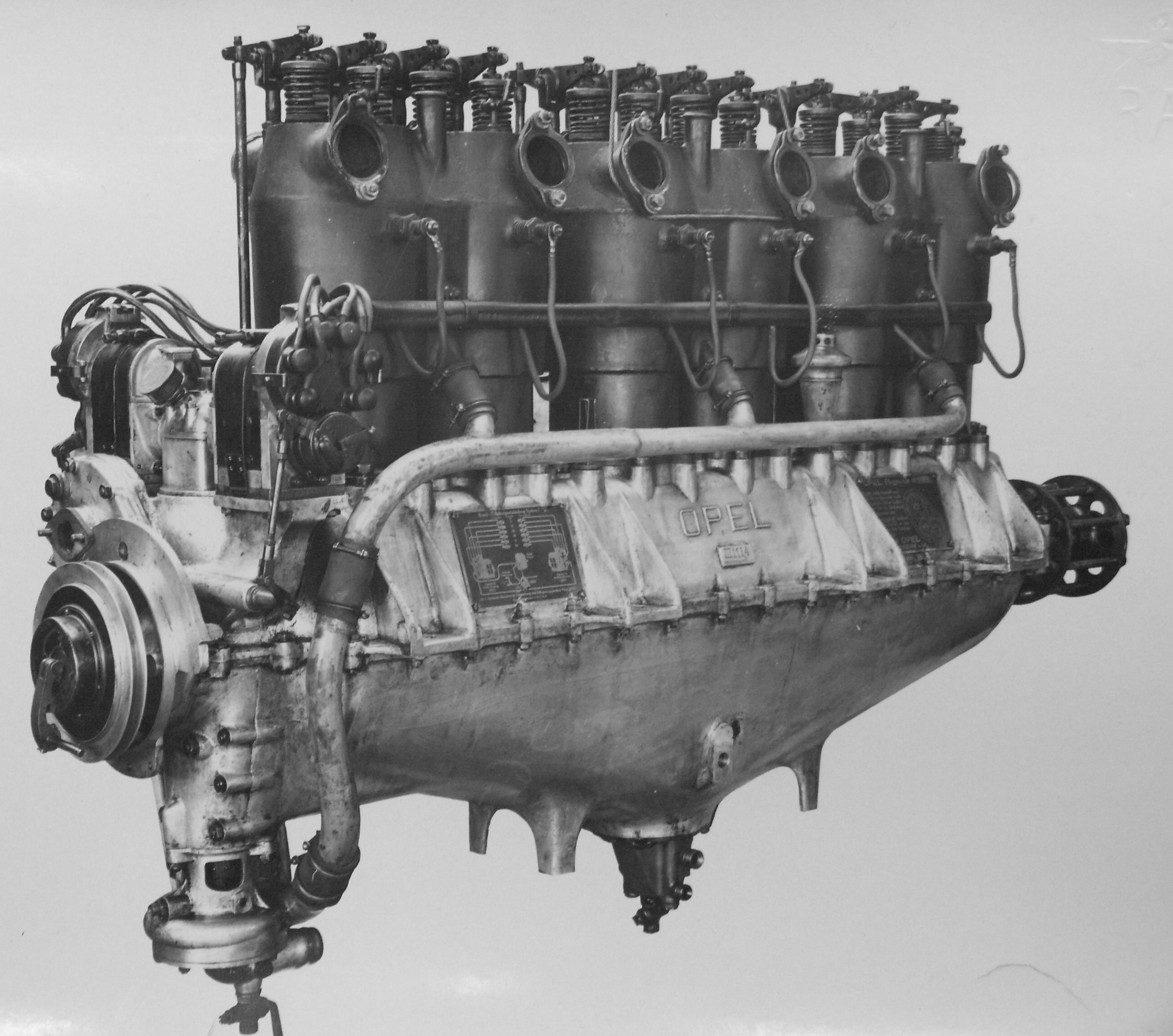
Argus As III, Lizenz Opel

* auch: Bohrung/Hub 145 mm/180 mm, Hubraum: 17,82 l